# Akira Ifukube
Akira Ifukube (Japans: 伊福部昭, Ifukube Akira) (Kushiro, 31 mei 1914 — Tokio, 8 februari 2006) was een Japanse violist en componist. Als violist was hij autodidact.

## Jeugd
Akira Ifukube werd geboren in Kushiro, op het eiland Hokkaido in  Japan. Deze regio is een van de streken waar nog Ainu (Japanse Aboriginals) leven. Als klein jongetje luisterde hij naar hun muziek en die heeft grote invloed op hem gehad. De creativiteit van deze oorspronkelijke muziek weerklinkt in zijn eigen werken die hij meer dan twintig jaar later schreef. Ondertussen raakte hij ook, een jaar of twaalf oud, onder de betovering van de westerse muziek die hij op de radio hoorde.
Toen hij 14 jaar oud was, hoorde hij een uitvoering van Igor Stravinsky's Le Sacre du Printemps. Dat heeft grote indruk op hem gemaakt; het was de reden dat de muziek heel belangrijk werd in zijn leven. Zijn eerste compositie, de Bon Odori Suite voor piano, kreeg spoedig bekendheid, hoewel de componist alleen in zijn vrije tijd componeerde.

## Doorbraak
In 1935 bereikte Akira Ifukube een doorbraak met zijn orkestwerk Japanse Rapsodie: met deze compositie won hij de eerste prijs op een internationaal concours, georganiseerd door  Aleksandr Tsjerepnin, die naar Sjanghai geëmigreerd was. In de jury zetelden naast Alexander Tsjerepnin ook Albert Roussel, Arthur Honegger, Alexsander Tansman, Tibor Harsányi, Pierre-Octave Ferroud en Henri Gil-Marchex, die eensluidend waren in hun positieve oordeel. 
De première in 1936 met het Boston People's Orchestra onder leiding van Febian Sevitsky was een groot succes. Japanse werken werden zelden in het buitenland uitgevoerd, vooral in Europa niet. Jean Sibelius stond sceptisch tegenover Japanse componisten en hun werk, maar toen hij in 1939 in Helsinki de eerste uitvoering hoorde, veranderde hij van mening.
In 1936, toen Alexander Tsjerepnin in Japan was, studeerde Akira Ifukube er moderne westelijke compositie.

## Werkzaamheden
Nadat hij zijn studies bosbouw (aan de Universiteit van Hokkaido) en muziek voltooid had, kreeg hij eerst een baan in de bosbouw. Gedurende de Tweede Wereldoorlog was hij lid van de keizerlijke krijgsmacht en verrichtte ook onderzoek naar de elasticiteit en de trillingskracht van hout. Doordat er in oorlogstijd gebrek was aan beschermend lood, raakte hij daarbij blootgesteld aan röntgenstraling, en zijn verzwakte gezondheid noopte hem ertoe het werk in de bosbouw op te geven; hij begon een carrière als componist en docent.
In 1946, na de Tweede Wereldoorlog, werd hij docent aan de Kunstacademie van Nihon. Hij bleef er tot 1953.

## Filmmuziek
Ifukube schreef zijn eerste werk voor de film, Het einde van de zilverbergen, speciaal voor de Toho-Studio's. Zijn filmmuziek raakte snel bekend, en werd populair doordat zij Oost en West met grote ideeënrijkdom in zich verenigde. 
Een mijlpaal vormde de muziek voor de film Godzilla (Gojira), koning der monsters van Ishiro Honda, die hem een internationale reputatie op het terrein van de filmmuziek bezorgde. Dat was het begin van een onstuitbare loopbaan in de filmmuziek. Vanaf het midden van de jaren 50 van de 20e eeuw schreef hij meer dan 250 filmpartituren.

## Andere composities
Ook toen de filmmuziek hem financieel onafhankelijk had gemaakt, bleef hij het werk als freelancecomponist een warm hart toedragen. In 1974 keerde hij als hoogleraar terug naar de Muziekacademie van Tokio. Een jaar later werd hij rector van dit college. In 1987 werkte hij nog als emeritus hoogleraar en voorzitter van de etnomusicologische afdeling van het college. Hij schreef ook De orkestratie, een boekwerk van 1000 pagina's.
Vanwege zijn verdiensten voor de Japanse muziek werd hij door de Japanse regering onderscheiden met de Japanse Orde van Culturele Verdienste en met de Orde voor de Gewijde Kunstschatten.
Hij was onder andere Commandeur in de Orde van de Heilige Schatten van Japan.

## Composities

### Werken voor orkest
- 1935 Japanse Rapsodie
  1. Nocturne
  2. Fete
- 1937 Triptyque aborigene trois tableaux pour orchestre
  1. Payses Tempo di JIMKUU
  2. TIMBRE nom regional
  3. PAKKAI Chant d'AINO
- 1941 Concertante symfonie voor piano en orkest
  1. Vivace meccanico
  2. Lent con malinconia
  3. Allegro barbaro
- 1943 Ballata Sinfonica voor orkest
  1. Prima Ballata: Allegro capriccioso
  2. Seconda Ballata: Andante rapsodico
- 1944 Prélude du Soldat
- 1948/1971 Rapsodia Concertante per Violino ed Orchestra
  1. Adagio - Allegro
  2. Vivace spiritoso
- 1953/herz. 1991 Japanse Suite
  1. Bon-Odoroi, Nachtdans van het Bon-Festival
  2. Tanabata, Vega-Feest
  3. Nagashi, wereldlijk minstreel
  4. Nebuta, grafballade
- 1955/herz. 1979 Sinfonia Tapkaara
  1. Lento - Allegro
  2. Adagio
  3. Vivace
- 1961 Ritmica Ostinata per Piano et orchestra da camera
- 1980 Lauda Concertata voor orkest en marimba
- 1984 Godzilla-fantasie (Symfonische fantasie no. 1)
- 1984 Rondo in burlesque (maartse bijeenkomst) voor Japanse trom en orkest
- 1986 Ostinato
- 1991 Godzilla tegen Koning Ghidora, symfonische fantasie 
  1. Preludio
  2. Dinosaurus
  3. Lagos
  4. Emi
  5. Kingghidora
  6. Marcia
  7. Godzilla
- 2000 Kushiro-Moeras, symfonische tableaux
  1. Zomer
  2. Herfst
  3. Winter
  4. Lente
- Atragon (Kaitei Gunkan)
- Bordeel No. 8
- Eglogue Symphonique pour Koto à vingt cordes et Orchestre
- Jakomoko Janko
- Meditatie in Bodh Gaya
- Oberture Festiva "Sa Bago Filipinas"
- Ode (Acintiya Buddha)
- Symfonische fantasie no. 2
- Symfonische fantasie no. 3
- Symfonische ode: Gotama Buddha in het Pali: Siddharta in Kapilavastu
- The kleine prins en de achtkoppige draak, symfonische suite

### Werken voor harmonieorkest
- 1943 Kishimai Klassieke Militaire Muziek voor harmonieorkest
- 1972 Rondo in Burlesgue voor harmonieorkest
- 1986 Lauda Concertata voor marimba en harmonieorkest
- Ballata Sinfonica voor harmonieorkest bewerkt door Toshiaki Matsuki
- Sinfonia Tapkaara voor harmonieorkest bewerkt door Toshiaki Matsuki

### Kamermuziek
- 1946 Oude minstreelmuziek van de Gilyak-stammen
- 1949 Drie wiegeliedjes van de inheemse bewoners van het eiland Sachalin
  1. bu: lu: Bu: Lu:
  2. buppun lu:
  3. umpri ja: ja:
- 1985 Sonate voor viool en piano
  1. Allegro
  2. Cantilena, Andante
  3. Allegro vivace
- Kugoka voor harpsolo
- Vocaal album voor piano en pauken

### Werken voor piano
- Suite voor piano

### Vocaal en koormuziek
- 1960 Ai Ai gomteira voor vrouwelijke of mannelijke zangstem
- 1956 Herdersdichten naar een Aino-epos voor sopraansolo en vier pauken
- 1960 Een liedje uit het Shiretoko-schiereiland voor bassolo en piano (tekst: Genzo Sarashina)
- 1988 Ode "De zee van Okhotsk" voor sopraan, fagot, contrabas en piano (tekst: Genzo Sarashina)
- 1992 Het Kimtaankamuito-meer voor sopraan, altviool en harp (tekst: Genzo Sarashina)
- 1994 Vijf gedichten naar "Inaba Manyo" voor sopraan, altfluit en 25-snarige koto (tekst: Otomo no Yakamochi en Otomo no Sakanoue no Iratsume)
- Ao Saghi (Airone grigio) voor sopraan, hobo, piano en contrabas (tekst: Genzo Sarashina)
- La Fontaine Sacrée voor sopraan, altviool, fagot en harp (tekst: Akira Ifukube)

### Muziektheater
- 1948/1987 SALOME, ballet
- 1950 Fire of Prometheus, ballet
- 1966 Oda Nobunaga
- 1967 Nobunaga Oda: het voorval in de Honnoji-tempel
- 1995 Ballet "Trommen van Japan"
  1. Preludio / Andantina
  2. Lento
  3. Allegro
  4. Allegro
- Afvallige zoon
- Ridderlijkheid op de straatweg van Kiso: Shinza Nakanori
- Eerste sneeuw op Nanbuzaka (uit "Chushingura")
- De laatste Shogun, Yoshinobu Tokugawa
- Het leven en de opinie van Masseur Ichi
- Yanagi - Oorsprong van de richel bij de Sanjusangendo-zaal (Sanjusangendo Mune no Yurai)

### Werken voor gitaar
- Toka Kugoka

### Filmmuziek
- 1947 Uitlopers der besneeuwde toppen (Ginrei No Hate)
- 1949 Jyakoman en Tetsu (Jyakoman To Tetsu)
- 1951 Bedrieglijke kleding (Itsuwareru Seiso)
- 1951 Vrije school (Jiyu Gakkou)
- 1951 Het verhaal van Genji (Genji Monogatari)
- 1952 Kinderen van het atoomtijdperk (Genbaku No Ko)
- 1953 Anatahan (Anatahan)
- 1954 Kaap Ashizuri (Ashizuri Misaki)
- 1954 Het verhaal van Shunkin (Shunkin Monogatari)
- 1954 Godzilla, koning der monsters (Gojira)
- 1955 Wolf (Ookami)
- 1956 Sangokushi met de zwarte dan (Kuroobi Sangokushi)
- 1956 Tweevoudige zelfmoord in Shirogane (Shirogane Shinju)
- 1956 Dwaallichtje (Onibi)
- 1956 Het goedaardig paar (Kohjinbutsu No Fufu)
- 1956 Rodan, het vliegende monster (Sora No Daikaiju Radon)
- 1956 Vechtjournaal van de Yagyu-school (Yagyu Bugeicho)
- 1957 Nikui Mono  (De verachten)
- 1957 Laatste ontsnapping (Saigo No Dasso)
- 1957 Schurken van de zee (Umi No Yarodomo)
- 1957 De stad in (Shitamachi)
- 1957 Op de bodem (Chijo)
- 1957 Sakuma Dam deel I (Sakuma Damu Daichibu)
- 1957 Sakuma Dam deel II (Sakuma Damu Dainibu)
- 1957 Sakuma Dam deel III (Sakuma Damu Daisanbu)
- 1957 De geheimzinnigen (Chikyu Boei-Gun)
- 1957 Vechtjournaal van de Yagyu-school: het geheime zwaard van de tweekoppige draak (Yagyu Bugeicho Soryu Hiken)
- 1958 Futaridake No Hashi (Brug voor twee)
- 1958 Varan de Ongelooflijke (Daikaiju Baran)
- 1959 De big boss (Ankokugai no Kaoyaku)
- 1959 Aru Kengoh No Syohgai  ("Leven van een groot zwaardvechter")
- 1959 Haal neer die muren (Sono Kabe Wo Kudake)
- 1959 De drie schatten (Nippon Tanjo)
- 1959 Gevecht in de ruimte (Uchu Daisenso)
- 1961 Osaka-jo Monogatari (Kasteelverhaal van Osaka)
- 1961 Buddha (Shaka)
- 1961 Afvallige zoon (Hangyakuji)
- 1962 King Kong vs. Godzilla  (Kingukongu tai Gojira)
- 1962 De koning (Osho)
- 1963 Shin Zatoichi Monogatari: Kasama no Chimatsuri
- 1963 Atragon  (Kaitei Gunkan)
- 1964 De Keizerlijke bank - Ter dood veroordeeld (Teigin Jiken Sikeishu)
- 1964 Mothra vs. Godzilla
- 1964 Dogora the Space Monster
- 1964 Vrouw rennend aan de kust (Nagisa o Kakeru Onna)
- 1964 Ghidorah, the Three-Headed Monster
- 1964 Het verhaal van Tokugawa Ieyasu
- 1965 Zatoichi, Nidangiri
- 1965 De Japanse Archipel (Nihon Retto)
- 1965 Muhomatsu no Issho
- 1965 Frankenstein Conquers the World
- 1965 Invasion of Astro-Monster
- 1966 Tajoken
- 1966 Daimajin
- 1966 De wraak van Zatoichi, de blinde zwaardvechter (Zatoichi no Uta ga Kikoeru)
- 1966 Daisatsujin
- 1966 War of the Gargantuas
- 1966 Wrath of DaimajinDaimajin
- 1966 Buraiken
- 1966 Dertienduizend verdachten (Ichiman Sanzennin no Yogisha)
- 1966 Return of Daimajin
- 1967 King Kong Escapes (Kingukongu no Gyakushū)
- 1968 Destroy All Monsters
- 1970 Space Amoeba
- 1972 Godzilla vs. Gigan
- 1974 Dood de ondergaande zon, wolf! (Okami yo, Rakujitsu o Kire)
- 1975 Terror of Mechagodzilla
- 1978 Vrouwe Ogin
- 1991 Godzilla vs. King Ghidorah
- 1992 Godzilla vs. Mothra
- 1993 Godzilla vs. Mechagodzilla II
- 1995 Godzilla vs. Destoroyah

Spoor in de sneeuw
- Waanzinnige opschudding
- Elf Samurai
- Shinran (De nieuwe hemelvogel)
- Shinran - vervolg
- Wolkenkrabber
- De Birmaanse harp
- De spion: clown verborgen in de mist
- De dertien moordenaars
- Vrouw in taifoengebied
- Zatoichi: Masseur Ichi op weg
- Zatoichi, de blinde zwaardvechter en de schaakdeskundige

### Werken voor traditionele Japanse instrumenten
- 1933 Suite Japonaise voor 20-snarige koto
- 1967 Tokas voor 20-snarige koto
- 1969 Kugo-Ka voor 25-snarige koto
- 1970 Toccata voor 20-snarige koto
- 1973 Bintatara per 16 strumenti di Giappone
- 1979 Mono iu mai (Rituele dans) Solo-ode voor 20-snarige koto
- 1980 Genka voor 20-snarige koto
- 1997 Chant de la Serinde voor 25-snarige koto
- 1999 Pipa Xing voor 25-snarige koto
- 2001 Ballata Sinfonica voor sopraan- en bas-koto, 25-snarig